# Mareanivka, Sarnî
Mareanivka (în ucraineană Мар'янівка) este un sat în comuna Liubîkovîci din raionul Sarnî, regiunea Rivne, Ucraina.

## Demografie
Componența lingvistică a localității Mareanivka
     Ucraineană (99,67%)
     Alte limbi (0,33%)
Conform recensământului din 2001, majoritatea populației localității Mareanivka era vorbitoare de ucraineană (99,67%), existând în minoritate și vorbitori de alte limbi.